# Самјуел Решевски
Самјуел Решевски (пољ. Samuel Herman Rzeszewski; Озорков, 26. новембар 1911 — Њујорк, 4. април 1992) је био амерички шаховски велемајстор. По националности, био је пољски Јеврејин. Сматран је шаховским чудом (вундеркиндом) и велемајстором који је пренеразио свет својим подвигом када је као дечак доминирао америчким шахом, наставивши да доминира близу четири деценије.

## Шаховски успеси у младости
|   | a | b | c | d | e | f | g | h |   |
| 8 | a8 black rook · b8 black knight · c8 black bishop · d8 black queen · f8 black rook · g8 black king · a7 black pawn · b7 black pawn · c7 black pawn · d7 black pawn · f7 black pawn · g7 black pawn · h7 black pawn · e6 black pawn · f6 black knight · b4 black bishop · c4 white pawn · d4 white pawn · c3 white knight · e3 white pawn · a2 white pawn · b2 white pawn · e2 white knight · f2 white pawn · g2 white pawn · h2 white pawn · a1 white rook · c1 white bishop · d1 white queen · e1 white king · f1 white bishop · h1 white rook | a8 black rook · b8 black knight · c8 black bishop · d8 black queen · f8 black rook · g8 black king · a7 black pawn · b7 black pawn · c7 black pawn · d7 black pawn · f7 black pawn · g7 black pawn · h7 black pawn · e6 black pawn · f6 black knight · b4 black bishop · c4 white pawn · d4 white pawn · c3 white knight · e3 white pawn · a2 white pawn · b2 white pawn · e2 white knight · f2 white pawn · g2 white pawn · h2 white pawn · a1 white rook · c1 white bishop · d1 white queen · e1 white king · f1 white bishop · h1 white rook | a8 black rook · b8 black knight · c8 black bishop · d8 black queen · f8 black rook · g8 black king · a7 black pawn · b7 black pawn · c7 black pawn · d7 black pawn · f7 black pawn · g7 black pawn · h7 black pawn · e6 black pawn · f6 black knight · b4 black bishop · c4 white pawn · d4 white pawn · c3 white knight · e3 white pawn · a2 white pawn · b2 white pawn · e2 white knight · f2 white pawn · g2 white pawn · h2 white pawn · a1 white rook · c1 white bishop · d1 white queen · e1 white king · f1 white bishop · h1 white rook | a8 black rook · b8 black knight · c8 black bishop · d8 black queen · f8 black rook · g8 black king · a7 black pawn · b7 black pawn · c7 black pawn · d7 black pawn · f7 black pawn · g7 black pawn · h7 black pawn · e6 black pawn · f6 black knight · b4 black bishop · c4 white pawn · d4 white pawn · c3 white knight · e3 white pawn · a2 white pawn · b2 white pawn · e2 white knight · f2 white pawn · g2 white pawn · h2 white pawn · a1 white rook · c1 white bishop · d1 white queen · e1 white king · f1 white bishop · h1 white rook | a8 black rook · b8 black knight · c8 black bishop · d8 black queen · f8 black rook · g8 black king · a7 black pawn · b7 black pawn · c7 black pawn · d7 black pawn · f7 black pawn · g7 black pawn · h7 black pawn · e6 black pawn · f6 black knight · b4 black bishop · c4 white pawn · d4 white pawn · c3 white knight · e3 white pawn · a2 white pawn · b2 white pawn · e2 white knight · f2 white pawn · g2 white pawn · h2 white pawn · a1 white rook · c1 white bishop · d1 white queen · e1 white king · f1 white bishop · h1 white rook | a8 black rook · b8 black knight · c8 black bishop · d8 black queen · f8 black rook · g8 black king · a7 black pawn · b7 black pawn · c7 black pawn · d7 black pawn · f7 black pawn · g7 black pawn · h7 black pawn · e6 black pawn · f6 black knight · b4 black bishop · c4 white pawn · d4 white pawn · c3 white knight · e3 white pawn · a2 white pawn · b2 white pawn · e2 white knight · f2 white pawn · g2 white pawn · h2 white pawn · a1 white rook · c1 white bishop · d1 white queen · e1 white king · f1 white bishop · h1 white rook | a8 black rook · b8 black knight · c8 black bishop · d8 black queen · f8 black rook · g8 black king · a7 black pawn · b7 black pawn · c7 black pawn · d7 black pawn · f7 black pawn · g7 black pawn · h7 black pawn · e6 black pawn · f6 black knight · b4 black bishop · c4 white pawn · d4 white pawn · c3 white knight · e3 white pawn · a2 white pawn · b2 white pawn · e2 white knight · f2 white pawn · g2 white pawn · h2 white pawn · a1 white rook · c1 white bishop · d1 white queen · e1 white king · f1 white bishop · h1 white rook | a8 black rook · b8 black knight · c8 black bishop · d8 black queen · f8 black rook · g8 black king · a7 black pawn · b7 black pawn · c7 black pawn · d7 black pawn · f7 black pawn · g7 black pawn · h7 black pawn · e6 black pawn · f6 black knight · b4 black bishop · c4 white pawn · d4 white pawn · c3 white knight · e3 white pawn · a2 white pawn · b2 white pawn · e2 white knight · f2 white pawn · g2 white pawn · h2 white pawn · a1 white rook · c1 white bishop · d1 white queen · e1 white king · f1 white bishop · h1 white rook | 8 |
| 7 | a8 black rook · b8 black knight · c8 black bishop · d8 black queen · f8 black rook · g8 black king · a7 black pawn · b7 black pawn · c7 black pawn · d7 black pawn · f7 black pawn · g7 black pawn · h7 black pawn · e6 black pawn · f6 black knight · b4 black bishop · c4 white pawn · d4 white pawn · c3 white knight · e3 white pawn · a2 white pawn · b2 white pawn · e2 white knight · f2 white pawn · g2 white pawn · h2 white pawn · a1 white rook · c1 white bishop · d1 white queen · e1 white king · f1 white bishop · h1 white rook | a8 black rook · b8 black knight · c8 black bishop · d8 black queen · f8 black rook · g8 black king · a7 black pawn · b7 black pawn · c7 black pawn · d7 black pawn · f7 black pawn · g7 black pawn · h7 black pawn · e6 black pawn · f6 black knight · b4 black bishop · c4 white pawn · d4 white pawn · c3 white knight · e3 white pawn · a2 white pawn · b2 white pawn · e2 white knight · f2 white pawn · g2 white pawn · h2 white pawn · a1 white rook · c1 white bishop · d1 white queen · e1 white king · f1 white bishop · h1 white rook | a8 black rook · b8 black knight · c8 black bishop · d8 black queen · f8 black rook · g8 black king · a7 black pawn · b7 black pawn · c7 black pawn · d7 black pawn · f7 black pawn · g7 black pawn · h7 black pawn · e6 black pawn · f6 black knight · b4 black bishop · c4 white pawn · d4 white pawn · c3 white knight · e3 white pawn · a2 white pawn · b2 white pawn · e2 white knight · f2 white pawn · g2 white pawn · h2 white pawn · a1 white rook · c1 white bishop · d1 white queen · e1 white king · f1 white bishop · h1 white rook | a8 black rook · b8 black knight · c8 black bishop · d8 black queen · f8 black rook · g8 black king · a7 black pawn · b7 black pawn · c7 black pawn · d7 black pawn · f7 black pawn · g7 black pawn · h7 black pawn · e6 black pawn · f6 black knight · b4 black bishop · c4 white pawn · d4 white pawn · c3 white knight · e3 white pawn · a2 white pawn · b2 white pawn · e2 white knight · f2 white pawn · g2 white pawn · h2 white pawn · a1 white rook · c1 white bishop · d1 white queen · e1 white king · f1 white bishop · h1 white rook | a8 black rook · b8 black knight · c8 black bishop · d8 black queen · f8 black rook · g8 black king · a7 black pawn · b7 black pawn · c7 black pawn · d7 black pawn · f7 black pawn · g7 black pawn · h7 black pawn · e6 black pawn · f6 black knight · b4 black bishop · c4 white pawn · d4 white pawn · c3 white knight · e3 white pawn · a2 white pawn · b2 white pawn · e2 white knight · f2 white pawn · g2 white pawn · h2 white pawn · a1 white rook · c1 white bishop · d1 white queen · e1 white king · f1 white bishop · h1 white rook | a8 black rook · b8 black knight · c8 black bishop · d8 black queen · f8 black rook · g8 black king · a7 black pawn · b7 black pawn · c7 black pawn · d7 black pawn · f7 black pawn · g7 black pawn · h7 black pawn · e6 black pawn · f6 black knight · b4 black bishop · c4 white pawn · d4 white pawn · c3 white knight · e3 white pawn · a2 white pawn · b2 white pawn · e2 white knight · f2 white pawn · g2 white pawn · h2 white pawn · a1 white rook · c1 white bishop · d1 white queen · e1 white king · f1 white bishop · h1 white rook | a8 black rook · b8 black knight · c8 black bishop · d8 black queen · f8 black rook · g8 black king · a7 black pawn · b7 black pawn · c7 black pawn · d7 black pawn · f7 black pawn · g7 black pawn · h7 black pawn · e6 black pawn · f6 black knight · b4 black bishop · c4 white pawn · d4 white pawn · c3 white knight · e3 white pawn · a2 white pawn · b2 white pawn · e2 white knight · f2 white pawn · g2 white pawn · h2 white pawn · a1 white rook · c1 white bishop · d1 white queen · e1 white king · f1 white bishop · h1 white rook | a8 black rook · b8 black knight · c8 black bishop · d8 black queen · f8 black rook · g8 black king · a7 black pawn · b7 black pawn · c7 black pawn · d7 black pawn · f7 black pawn · g7 black pawn · h7 black pawn · e6 black pawn · f6 black knight · b4 black bishop · c4 white pawn · d4 white pawn · c3 white knight · e3 white pawn · a2 white pawn · b2 white pawn · e2 white knight · f2 white pawn · g2 white pawn · h2 white pawn · a1 white rook · c1 white bishop · d1 white queen · e1 white king · f1 white bishop · h1 white rook | 7 |
| 6 | a8 black rook · b8 black knight · c8 black bishop · d8 black queen · f8 black rook · g8 black king · a7 black pawn · b7 black pawn · c7 black pawn · d7 black pawn · f7 black pawn · g7 black pawn · h7 black pawn · e6 black pawn · f6 black knight · b4 black bishop · c4 white pawn · d4 white pawn · c3 white knight · e3 white pawn · a2 white pawn · b2 white pawn · e2 white knight · f2 white pawn · g2 white pawn · h2 white pawn · a1 white rook · c1 white bishop · d1 white queen · e1 white king · f1 white bishop · h1 white rook | a8 black rook · b8 black knight · c8 black bishop · d8 black queen · f8 black rook · g8 black king · a7 black pawn · b7 black pawn · c7 black pawn · d7 black pawn · f7 black pawn · g7 black pawn · h7 black pawn · e6 black pawn · f6 black knight · b4 black bishop · c4 white pawn · d4 white pawn · c3 white knight · e3 white pawn · a2 white pawn · b2 white pawn · e2 white knight · f2 white pawn · g2 white pawn · h2 white pawn · a1 white rook · c1 white bishop · d1 white queen · e1 white king · f1 white bishop · h1 white rook | a8 black rook · b8 black knight · c8 black bishop · d8 black queen · f8 black rook · g8 black king · a7 black pawn · b7 black pawn · c7 black pawn · d7 black pawn · f7 black pawn · g7 black pawn · h7 black pawn · e6 black pawn · f6 black knight · b4 black bishop · c4 white pawn · d4 white pawn · c3 white knight · e3 white pawn · a2 white pawn · b2 white pawn · e2 white knight · f2 white pawn · g2 white pawn · h2 white pawn · a1 white rook · c1 white bishop · d1 white queen · e1 white king · f1 white bishop · h1 white rook | a8 black rook · b8 black knight · c8 black bishop · d8 black queen · f8 black rook · g8 black king · a7 black pawn · b7 black pawn · c7 black pawn · d7 black pawn · f7 black pawn · g7 black pawn · h7 black pawn · e6 black pawn · f6 black knight · b4 black bishop · c4 white pawn · d4 white pawn · c3 white knight · e3 white pawn · a2 white pawn · b2 white pawn · e2 white knight · f2 white pawn · g2 white pawn · h2 white pawn · a1 white rook · c1 white bishop · d1 white queen · e1 white king · f1 white bishop · h1 white rook | a8 black rook · b8 black knight · c8 black bishop · d8 black queen · f8 black rook · g8 black king · a7 black pawn · b7 black pawn · c7 black pawn · d7 black pawn · f7 black pawn · g7 black pawn · h7 black pawn · e6 black pawn · f6 black knight · b4 black bishop · c4 white pawn · d4 white pawn · c3 white knight · e3 white pawn · a2 white pawn · b2 white pawn · e2 white knight · f2 white pawn · g2 white pawn · h2 white pawn · a1 white rook · c1 white bishop · d1 white queen · e1 white king · f1 white bishop · h1 white rook | a8 black rook · b8 black knight · c8 black bishop · d8 black queen · f8 black rook · g8 black king · a7 black pawn · b7 black pawn · c7 black pawn · d7 black pawn · f7 black pawn · g7 black pawn · h7 black pawn · e6 black pawn · f6 black knight · b4 black bishop · c4 white pawn · d4 white pawn · c3 white knight · e3 white pawn · a2 white pawn · b2 white pawn · e2 white knight · f2 white pawn · g2 white pawn · h2 white pawn · a1 white rook · c1 white bishop · d1 white queen · e1 white king · f1 white bishop · h1 white rook | a8 black rook · b8 black knight · c8 black bishop · d8 black queen · f8 black rook · g8 black king · a7 black pawn · b7 black pawn · c7 black pawn · d7 black pawn · f7 black pawn · g7 black pawn · h7 black pawn · e6 black pawn · f6 black knight · b4 black bishop · c4 white pawn · d4 white pawn · c3 white knight · e3 white pawn · a2 white pawn · b2 white pawn · e2 white knight · f2 white pawn · g2 white pawn · h2 white pawn · a1 white rook · c1 white bishop · d1 white queen · e1 white king · f1 white bishop · h1 white rook | a8 black rook · b8 black knight · c8 black bishop · d8 black queen · f8 black rook · g8 black king · a7 black pawn · b7 black pawn · c7 black pawn · d7 black pawn · f7 black pawn · g7 black pawn · h7 black pawn · e6 black pawn · f6 black knight · b4 black bishop · c4 white pawn · d4 white pawn · c3 white knight · e3 white pawn · a2 white pawn · b2 white pawn · e2 white knight · f2 white pawn · g2 white pawn · h2 white pawn · a1 white rook · c1 white bishop · d1 white queen · e1 white king · f1 white bishop · h1 white rook | 6 |
| 5 | a8 black rook · b8 black knight · c8 black bishop · d8 black queen · f8 black rook · g8 black king · a7 black pawn · b7 black pawn · c7 black pawn · d7 black pawn · f7 black pawn · g7 black pawn · h7 black pawn · e6 black pawn · f6 black knight · b4 black bishop · c4 white pawn · d4 white pawn · c3 white knight · e3 white pawn · a2 white pawn · b2 white pawn · e2 white knight · f2 white pawn · g2 white pawn · h2 white pawn · a1 white rook · c1 white bishop · d1 white queen · e1 white king · f1 white bishop · h1 white rook | a8 black rook · b8 black knight · c8 black bishop · d8 black queen · f8 black rook · g8 black king · a7 black pawn · b7 black pawn · c7 black pawn · d7 black pawn · f7 black pawn · g7 black pawn · h7 black pawn · e6 black pawn · f6 black knight · b4 black bishop · c4 white pawn · d4 white pawn · c3 white knight · e3 white pawn · a2 white pawn · b2 white pawn · e2 white knight · f2 white pawn · g2 white pawn · h2 white pawn · a1 white rook · c1 white bishop · d1 white queen · e1 white king · f1 white bishop · h1 white rook | a8 black rook · b8 black knight · c8 black bishop · d8 black queen · f8 black rook · g8 black king · a7 black pawn · b7 black pawn · c7 black pawn · d7 black pawn · f7 black pawn · g7 black pawn · h7 black pawn · e6 black pawn · f6 black knight · b4 black bishop · c4 white pawn · d4 white pawn · c3 white knight · e3 white pawn · a2 white pawn · b2 white pawn · e2 white knight · f2 white pawn · g2 white pawn · h2 white pawn · a1 white rook · c1 white bishop · d1 white queen · e1 white king · f1 white bishop · h1 white rook | a8 black rook · b8 black knight · c8 black bishop · d8 black queen · f8 black rook · g8 black king · a7 black pawn · b7 black pawn · c7 black pawn · d7 black pawn · f7 black pawn · g7 black pawn · h7 black pawn · e6 black pawn · f6 black knight · b4 black bishop · c4 white pawn · d4 white pawn · c3 white knight · e3 white pawn · a2 white pawn · b2 white pawn · e2 white knight · f2 white pawn · g2 white pawn · h2 white pawn · a1 white rook · c1 white bishop · d1 white queen · e1 white king · f1 white bishop · h1 white rook | a8 black rook · b8 black knight · c8 black bishop · d8 black queen · f8 black rook · g8 black king · a7 black pawn · b7 black pawn · c7 black pawn · d7 black pawn · f7 black pawn · g7 black pawn · h7 black pawn · e6 black pawn · f6 black knight · b4 black bishop · c4 white pawn · d4 white pawn · c3 white knight · e3 white pawn · a2 white pawn · b2 white pawn · e2 white knight · f2 white pawn · g2 white pawn · h2 white pawn · a1 white rook · c1 white bishop · d1 white queen · e1 white king · f1 white bishop · h1 white rook | a8 black rook · b8 black knight · c8 black bishop · d8 black queen · f8 black rook · g8 black king · a7 black pawn · b7 black pawn · c7 black pawn · d7 black pawn · f7 black pawn · g7 black pawn · h7 black pawn · e6 black pawn · f6 black knight · b4 black bishop · c4 white pawn · d4 white pawn · c3 white knight · e3 white pawn · a2 white pawn · b2 white pawn · e2 white knight · f2 white pawn · g2 white pawn · h2 white pawn · a1 white rook · c1 white bishop · d1 white queen · e1 white king · f1 white bishop · h1 white rook | a8 black rook · b8 black knight · c8 black bishop · d8 black queen · f8 black rook · g8 black king · a7 black pawn · b7 black pawn · c7 black pawn · d7 black pawn · f7 black pawn · g7 black pawn · h7 black pawn · e6 black pawn · f6 black knight · b4 black bishop · c4 white pawn · d4 white pawn · c3 white knight · e3 white pawn · a2 white pawn · b2 white pawn · e2 white knight · f2 white pawn · g2 white pawn · h2 white pawn · a1 white rook · c1 white bishop · d1 white queen · e1 white king · f1 white bishop · h1 white rook | a8 black rook · b8 black knight · c8 black bishop · d8 black queen · f8 black rook · g8 black king · a7 black pawn · b7 black pawn · c7 black pawn · d7 black pawn · f7 black pawn · g7 black pawn · h7 black pawn · e6 black pawn · f6 black knight · b4 black bishop · c4 white pawn · d4 white pawn · c3 white knight · e3 white pawn · a2 white pawn · b2 white pawn · e2 white knight · f2 white pawn · g2 white pawn · h2 white pawn · a1 white rook · c1 white bishop · d1 white queen · e1 white king · f1 white bishop · h1 white rook | 5 |
| 4 | a8 black rook · b8 black knight · c8 black bishop · d8 black queen · f8 black rook · g8 black king · a7 black pawn · b7 black pawn · c7 black pawn · d7 black pawn · f7 black pawn · g7 black pawn · h7 black pawn · e6 black pawn · f6 black knight · b4 black bishop · c4 white pawn · d4 white pawn · c3 white knight · e3 white pawn · a2 white pawn · b2 white pawn · e2 white knight · f2 white pawn · g2 white pawn · h2 white pawn · a1 white rook · c1 white bishop · d1 white queen · e1 white king · f1 white bishop · h1 white rook | a8 black rook · b8 black knight · c8 black bishop · d8 black queen · f8 black rook · g8 black king · a7 black pawn · b7 black pawn · c7 black pawn · d7 black pawn · f7 black pawn · g7 black pawn · h7 black pawn · e6 black pawn · f6 black knight · b4 black bishop · c4 white pawn · d4 white pawn · c3 white knight · e3 white pawn · a2 white pawn · b2 white pawn · e2 white knight · f2 white pawn · g2 white pawn · h2 white pawn · a1 white rook · c1 white bishop · d1 white queen · e1 white king · f1 white bishop · h1 white rook | a8 black rook · b8 black knight · c8 black bishop · d8 black queen · f8 black rook · g8 black king · a7 black pawn · b7 black pawn · c7 black pawn · d7 black pawn · f7 black pawn · g7 black pawn · h7 black pawn · e6 black pawn · f6 black knight · b4 black bishop · c4 white pawn · d4 white pawn · c3 white knight · e3 white pawn · a2 white pawn · b2 white pawn · e2 white knight · f2 white pawn · g2 white pawn · h2 white pawn · a1 white rook · c1 white bishop · d1 white queen · e1 white king · f1 white bishop · h1 white rook | a8 black rook · b8 black knight · c8 black bishop · d8 black queen · f8 black rook · g8 black king · a7 black pawn · b7 black pawn · c7 black pawn · d7 black pawn · f7 black pawn · g7 black pawn · h7 black pawn · e6 black pawn · f6 black knight · b4 black bishop · c4 white pawn · d4 white pawn · c3 white knight · e3 white pawn · a2 white pawn · b2 white pawn · e2 white knight · f2 white pawn · g2 white pawn · h2 white pawn · a1 white rook · c1 white bishop · d1 white queen · e1 white king · f1 white bishop · h1 white rook | a8 black rook · b8 black knight · c8 black bishop · d8 black queen · f8 black rook · g8 black king · a7 black pawn · b7 black pawn · c7 black pawn · d7 black pawn · f7 black pawn · g7 black pawn · h7 black pawn · e6 black pawn · f6 black knight · b4 black bishop · c4 white pawn · d4 white pawn · c3 white knight · e3 white pawn · a2 white pawn · b2 white pawn · e2 white knight · f2 white pawn · g2 white pawn · h2 white pawn · a1 white rook · c1 white bishop · d1 white queen · e1 white king · f1 white bishop · h1 white rook | a8 black rook · b8 black knight · c8 black bishop · d8 black queen · f8 black rook · g8 black king · a7 black pawn · b7 black pawn · c7 black pawn · d7 black pawn · f7 black pawn · g7 black pawn · h7 black pawn · e6 black pawn · f6 black knight · b4 black bishop · c4 white pawn · d4 white pawn · c3 white knight · e3 white pawn · a2 white pawn · b2 white pawn · e2 white knight · f2 white pawn · g2 white pawn · h2 white pawn · a1 white rook · c1 white bishop · d1 white queen · e1 white king · f1 white bishop · h1 white rook | a8 black rook · b8 black knight · c8 black bishop · d8 black queen · f8 black rook · g8 black king · a7 black pawn · b7 black pawn · c7 black pawn · d7 black pawn · f7 black pawn · g7 black pawn · h7 black pawn · e6 black pawn · f6 black knight · b4 black bishop · c4 white pawn · d4 white pawn · c3 white knight · e3 white pawn · a2 white pawn · b2 white pawn · e2 white knight · f2 white pawn · g2 white pawn · h2 white pawn · a1 white rook · c1 white bishop · d1 white queen · e1 white king · f1 white bishop · h1 white rook | a8 black rook · b8 black knight · c8 black bishop · d8 black queen · f8 black rook · g8 black king · a7 black pawn · b7 black pawn · c7 black pawn · d7 black pawn · f7 black pawn · g7 black pawn · h7 black pawn · e6 black pawn · f6 black knight · b4 black bishop · c4 white pawn · d4 white pawn · c3 white knight · e3 white pawn · a2 white pawn · b2 white pawn · e2 white knight · f2 white pawn · g2 white pawn · h2 white pawn · a1 white rook · c1 white bishop · d1 white queen · e1 white king · f1 white bishop · h1 white rook | 4 |
| 3 | a8 black rook · b8 black knight · c8 black bishop · d8 black queen · f8 black rook · g8 black king · a7 black pawn · b7 black pawn · c7 black pawn · d7 black pawn · f7 black pawn · g7 black pawn · h7 black pawn · e6 black pawn · f6 black knight · b4 black bishop · c4 white pawn · d4 white pawn · c3 white knight · e3 white pawn · a2 white pawn · b2 white pawn · e2 white knight · f2 white pawn · g2 white pawn · h2 white pawn · a1 white rook · c1 white bishop · d1 white queen · e1 white king · f1 white bishop · h1 white rook | a8 black rook · b8 black knight · c8 black bishop · d8 black queen · f8 black rook · g8 black king · a7 black pawn · b7 black pawn · c7 black pawn · d7 black pawn · f7 black pawn · g7 black pawn · h7 black pawn · e6 black pawn · f6 black knight · b4 black bishop · c4 white pawn · d4 white pawn · c3 white knight · e3 white pawn · a2 white pawn · b2 white pawn · e2 white knight · f2 white pawn · g2 white pawn · h2 white pawn · a1 white rook · c1 white bishop · d1 white queen · e1 white king · f1 white bishop · h1 white rook | a8 black rook · b8 black knight · c8 black bishop · d8 black queen · f8 black rook · g8 black king · a7 black pawn · b7 black pawn · c7 black pawn · d7 black pawn · f7 black pawn · g7 black pawn · h7 black pawn · e6 black pawn · f6 black knight · b4 black bishop · c4 white pawn · d4 white pawn · c3 white knight · e3 white pawn · a2 white pawn · b2 white pawn · e2 white knight · f2 white pawn · g2 white pawn · h2 white pawn · a1 white rook · c1 white bishop · d1 white queen · e1 white king · f1 white bishop · h1 white rook | a8 black rook · b8 black knight · c8 black bishop · d8 black queen · f8 black rook · g8 black king · a7 black pawn · b7 black pawn · c7 black pawn · d7 black pawn · f7 black pawn · g7 black pawn · h7 black pawn · e6 black pawn · f6 black knight · b4 black bishop · c4 white pawn · d4 white pawn · c3 white knight · e3 white pawn · a2 white pawn · b2 white pawn · e2 white knight · f2 white pawn · g2 white pawn · h2 white pawn · a1 white rook · c1 white bishop · d1 white queen · e1 white king · f1 white bishop · h1 white rook | a8 black rook · b8 black knight · c8 black bishop · d8 black queen · f8 black rook · g8 black king · a7 black pawn · b7 black pawn · c7 black pawn · d7 black pawn · f7 black pawn · g7 black pawn · h7 black pawn · e6 black pawn · f6 black knight · b4 black bishop · c4 white pawn · d4 white pawn · c3 white knight · e3 white pawn · a2 white pawn · b2 white pawn · e2 white knight · f2 white pawn · g2 white pawn · h2 white pawn · a1 white rook · c1 white bishop · d1 white queen · e1 white king · f1 white bishop · h1 white rook | a8 black rook · b8 black knight · c8 black bishop · d8 black queen · f8 black rook · g8 black king · a7 black pawn · b7 black pawn · c7 black pawn · d7 black pawn · f7 black pawn · g7 black pawn · h7 black pawn · e6 black pawn · f6 black knight · b4 black bishop · c4 white pawn · d4 white pawn · c3 white knight · e3 white pawn · a2 white pawn · b2 white pawn · e2 white knight · f2 white pawn · g2 white pawn · h2 white pawn · a1 white rook · c1 white bishop · d1 white queen · e1 white king · f1 white bishop · h1 white rook | a8 black rook · b8 black knight · c8 black bishop · d8 black queen · f8 black rook · g8 black king · a7 black pawn · b7 black pawn · c7 black pawn · d7 black pawn · f7 black pawn · g7 black pawn · h7 black pawn · e6 black pawn · f6 black knight · b4 black bishop · c4 white pawn · d4 white pawn · c3 white knight · e3 white pawn · a2 white pawn · b2 white pawn · e2 white knight · f2 white pawn · g2 white pawn · h2 white pawn · a1 white rook · c1 white bishop · d1 white queen · e1 white king · f1 white bishop · h1 white rook | a8 black rook · b8 black knight · c8 black bishop · d8 black queen · f8 black rook · g8 black king · a7 black pawn · b7 black pawn · c7 black pawn · d7 black pawn · f7 black pawn · g7 black pawn · h7 black pawn · e6 black pawn · f6 black knight · b4 black bishop · c4 white pawn · d4 white pawn · c3 white knight · e3 white pawn · a2 white pawn · b2 white pawn · e2 white knight · f2 white pawn · g2 white pawn · h2 white pawn · a1 white rook · c1 white bishop · d1 white queen · e1 white king · f1 white bishop · h1 white rook | 3 |
| 2 | a8 black rook · b8 black knight · c8 black bishop · d8 black queen · f8 black rook · g8 black king · a7 black pawn · b7 black pawn · c7 black pawn · d7 black pawn · f7 black pawn · g7 black pawn · h7 black pawn · e6 black pawn · f6 black knight · b4 black bishop · c4 white pawn · d4 white pawn · c3 white knight · e3 white pawn · a2 white pawn · b2 white pawn · e2 white knight · f2 white pawn · g2 white pawn · h2 white pawn · a1 white rook · c1 white bishop · d1 white queen · e1 white king · f1 white bishop · h1 white rook | a8 black rook · b8 black knight · c8 black bishop · d8 black queen · f8 black rook · g8 black king · a7 black pawn · b7 black pawn · c7 black pawn · d7 black pawn · f7 black pawn · g7 black pawn · h7 black pawn · e6 black pawn · f6 black knight · b4 black bishop · c4 white pawn · d4 white pawn · c3 white knight · e3 white pawn · a2 white pawn · b2 white pawn · e2 white knight · f2 white pawn · g2 white pawn · h2 white pawn · a1 white rook · c1 white bishop · d1 white queen · e1 white king · f1 white bishop · h1 white rook | a8 black rook · b8 black knight · c8 black bishop · d8 black queen · f8 black rook · g8 black king · a7 black pawn · b7 black pawn · c7 black pawn · d7 black pawn · f7 black pawn · g7 black pawn · h7 black pawn · e6 black pawn · f6 black knight · b4 black bishop · c4 white pawn · d4 white pawn · c3 white knight · e3 white pawn · a2 white pawn · b2 white pawn · e2 white knight · f2 white pawn · g2 white pawn · h2 white pawn · a1 white rook · c1 white bishop · d1 white queen · e1 white king · f1 white bishop · h1 white rook | a8 black rook · b8 black knight · c8 black bishop · d8 black queen · f8 black rook · g8 black king · a7 black pawn · b7 black pawn · c7 black pawn · d7 black pawn · f7 black pawn · g7 black pawn · h7 black pawn · e6 black pawn · f6 black knight · b4 black bishop · c4 white pawn · d4 white pawn · c3 white knight · e3 white pawn · a2 white pawn · b2 white pawn · e2 white knight · f2 white pawn · g2 white pawn · h2 white pawn · a1 white rook · c1 white bishop · d1 white queen · e1 white king · f1 white bishop · h1 white rook | a8 black rook · b8 black knight · c8 black bishop · d8 black queen · f8 black rook · g8 black king · a7 black pawn · b7 black pawn · c7 black pawn · d7 black pawn · f7 black pawn · g7 black pawn · h7 black pawn · e6 black pawn · f6 black knight · b4 black bishop · c4 white pawn · d4 white pawn · c3 white knight · e3 white pawn · a2 white pawn · b2 white pawn · e2 white knight · f2 white pawn · g2 white pawn · h2 white pawn · a1 white rook · c1 white bishop · d1 white queen · e1 white king · f1 white bishop · h1 white rook | a8 black rook · b8 black knight · c8 black bishop · d8 black queen · f8 black rook · g8 black king · a7 black pawn · b7 black pawn · c7 black pawn · d7 black pawn · f7 black pawn · g7 black pawn · h7 black pawn · e6 black pawn · f6 black knight · b4 black bishop · c4 white pawn · d4 white pawn · c3 white knight · e3 white pawn · a2 white pawn · b2 white pawn · e2 white knight · f2 white pawn · g2 white pawn · h2 white pawn · a1 white rook · c1 white bishop · d1 white queen · e1 white king · f1 white bishop · h1 white rook | a8 black rook · b8 black knight · c8 black bishop · d8 black queen · f8 black rook · g8 black king · a7 black pawn · b7 black pawn · c7 black pawn · d7 black pawn · f7 black pawn · g7 black pawn · h7 black pawn · e6 black pawn · f6 black knight · b4 black bishop · c4 white pawn · d4 white pawn · c3 white knight · e3 white pawn · a2 white pawn · b2 white pawn · e2 white knight · f2 white pawn · g2 white pawn · h2 white pawn · a1 white rook · c1 white bishop · d1 white queen · e1 white king · f1 white bishop · h1 white rook | a8 black rook · b8 black knight · c8 black bishop · d8 black queen · f8 black rook · g8 black king · a7 black pawn · b7 black pawn · c7 black pawn · d7 black pawn · f7 black pawn · g7 black pawn · h7 black pawn · e6 black pawn · f6 black knight · b4 black bishop · c4 white pawn · d4 white pawn · c3 white knight · e3 white pawn · a2 white pawn · b2 white pawn · e2 white knight · f2 white pawn · g2 white pawn · h2 white pawn · a1 white rook · c1 white bishop · d1 white queen · e1 white king · f1 white bishop · h1 white rook | 2 |
| 1 | a8 black rook · b8 black knight · c8 black bishop · d8 black queen · f8 black rook · g8 black king · a7 black pawn · b7 black pawn · c7 black pawn · d7 black pawn · f7 black pawn · g7 black pawn · h7 black pawn · e6 black pawn · f6 black knight · b4 black bishop · c4 white pawn · d4 white pawn · c3 white knight · e3 white pawn · a2 white pawn · b2 white pawn · e2 white knight · f2 white pawn · g2 white pawn · h2 white pawn · a1 white rook · c1 white bishop · d1 white queen · e1 white king · f1 white bishop · h1 white rook | a8 black rook · b8 black knight · c8 black bishop · d8 black queen · f8 black rook · g8 black king · a7 black pawn · b7 black pawn · c7 black pawn · d7 black pawn · f7 black pawn · g7 black pawn · h7 black pawn · e6 black pawn · f6 black knight · b4 black bishop · c4 white pawn · d4 white pawn · c3 white knight · e3 white pawn · a2 white pawn · b2 white pawn · e2 white knight · f2 white pawn · g2 white pawn · h2 white pawn · a1 white rook · c1 white bishop · d1 white queen · e1 white king · f1 white bishop · h1 white rook | a8 black rook · b8 black knight · c8 black bishop · d8 black queen · f8 black rook · g8 black king · a7 black pawn · b7 black pawn · c7 black pawn · d7 black pawn · f7 black pawn · g7 black pawn · h7 black pawn · e6 black pawn · f6 black knight · b4 black bishop · c4 white pawn · d4 white pawn · c3 white knight · e3 white pawn · a2 white pawn · b2 white pawn · e2 white knight · f2 white pawn · g2 white pawn · h2 white pawn · a1 white rook · c1 white bishop · d1 white queen · e1 white king · f1 white bishop · h1 white rook | a8 black rook · b8 black knight · c8 black bishop · d8 black queen · f8 black rook · g8 black king · a7 black pawn · b7 black pawn · c7 black pawn · d7 black pawn · f7 black pawn · g7 black pawn · h7 black pawn · e6 black pawn · f6 black knight · b4 black bishop · c4 white pawn · d4 white pawn · c3 white knight · e3 white pawn · a2 white pawn · b2 white pawn · e2 white knight · f2 white pawn · g2 white pawn · h2 white pawn · a1 white rook · c1 white bishop · d1 white queen · e1 white king · f1 white bishop · h1 white rook | a8 black rook · b8 black knight · c8 black bishop · d8 black queen · f8 black rook · g8 black king · a7 black pawn · b7 black pawn · c7 black pawn · d7 black pawn · f7 black pawn · g7 black pawn · h7 black pawn · e6 black pawn · f6 black knight · b4 black bishop · c4 white pawn · d4 white pawn · c3 white knight · e3 white pawn · a2 white pawn · b2 white pawn · e2 white knight · f2 white pawn · g2 white pawn · h2 white pawn · a1 white rook · c1 white bishop · d1 white queen · e1 white king · f1 white bishop · h1 white rook | a8 black rook · b8 black knight · c8 black bishop · d8 black queen · f8 black rook · g8 black king · a7 black pawn · b7 black pawn · c7 black pawn · d7 black pawn · f7 black pawn · g7 black pawn · h7 black pawn · e6 black pawn · f6 black knight · b4 black bishop · c4 white pawn · d4 white pawn · c3 white knight · e3 white pawn · a2 white pawn · b2 white pawn · e2 white knight · f2 white pawn · g2 white pawn · h2 white pawn · a1 white rook · c1 white bishop · d1 white queen · e1 white king · f1 white bishop · h1 white rook | a8 black rook · b8 black knight · c8 black bishop · d8 black queen · f8 black rook · g8 black king · a7 black pawn · b7 black pawn · c7 black pawn · d7 black pawn · f7 black pawn · g7 black pawn · h7 black pawn · e6 black pawn · f6 black knight · b4 black bishop · c4 white pawn · d4 white pawn · c3 white knight · e3 white pawn · a2 white pawn · b2 white pawn · e2 white knight · f2 white pawn · g2 white pawn · h2 white pawn · a1 white rook · c1 white bishop · d1 white queen · e1 white king · f1 white bishop · h1 white rook | a8 black rook · b8 black knight · c8 black bishop · d8 black queen · f8 black rook · g8 black king · a7 black pawn · b7 black pawn · c7 black pawn · d7 black pawn · f7 black pawn · g7 black pawn · h7 black pawn · e6 black pawn · f6 black knight · b4 black bishop · c4 white pawn · d4 white pawn · c3 white knight · e3 white pawn · a2 white pawn · b2 white pawn · e2 white knight · f2 white pawn · g2 white pawn · h2 white pawn · a1 white rook · c1 white bishop · d1 white queen · e1 white king · f1 white bishop · h1 white rook | 1 |
|   | a | b | c | d | e | f | g | h |   |

Рођен је 26. новембра 1911. у Озоркову, Пољска (место у близини Лођа). Његова мајка и отац су једно време били трговци рубљем у оближњем Лођу у Пољској. По вери, био је ортодоксни Јеврејин. Пре него што је почео да учи шах, дечак је научен оданости својој вери коју никада није напуштао, и из верских разлога није играо шах за време сабата (суботом).
Као дечак се веома интересовао за шах. Отац Шмулке (који је био врло добар аматерски шахиста), свом петогодишњем Самјуелу показао је прве потезе. Неколико недеља касније, дечак је прекинуо једну од партија са оцем и показао му где је одиграо лош потез!
Свој први успех је имао на турниру у Бечу, 1918. године, где је био шести. После Пола Марфија који је бљеснуо средином 19. века такав уникат у Америци појавио се још само једном - био је то велемајстор Самјуел Решевски који је у осмој години, када је са плавим коврџама у морнарском оделцету фасцинирао све љубитеље шаха у Европи, играјући са великим успехом симултанке са 45 до 75 противника и егзибиционе мечеве, да би се следеће године са родитељима обрео у Америци (1920).
Неколико дана касније среће Френка Маршала, владајућег шампиона Америке, који му је показао своја три шаховска проблема. Дечак их је одгонетнуо за 3 минута и 25 секунди. Маршал му је доделио златну медаљу америчког шаховског естаблишмента.
Две недеље пре свог једанаестог рођендана на дебију на турнирима, поразио је Давида Јановског, француског шампиона. „Осећам се као да трчим кући, тако сам срећан“, рекао је дечак.

## Студије и титуле шампиона САД
1922. године привремено прекида своју чудовишну шаховску каријеру и оставља шах. Завршава средњу школу у Детроиту а затим и студије на Универзитету енгл. Chicago School of Business на ком студира књиговодство.
Вратио се шаху после дипломирања 1933. и већ следеће године побеђује Капабланку бившег светског првака.
На свом првом учешћу на шампионату САД, 1936. године, освојио је титулу шампиона. Решевски брани титулу 1938, 1940. и 1942. године. Не учествује на турниру 1944, али враћа титулу 1946. године. Побеђује још два пута, 1969. и 1971. године.

## Неуспех у борби за титулу шампиона света
1948. године је међу првих пет шахиста на свету. На турниру у Амстердаму игра како би се одредио Аљехинов наследник (Аљехин је умро 1946. године као непоражени шампион света у шаху). Решевски се пласирао на четвртом месту заједно са Паулом Кересом, иза Василија Смислова који је био други и победника Михаила Ботвиника, новог првака света у шаху.
Тада оглашава да одлази у шаховску пензију, али се ускоро враћа активном игрању. У серији мечева побеђује Мигуела Најдорфа, аргентинског велемајстора и рођеног Пољака. Тада је проглашен за „шампиона слободног света“.
1955. године побеђује Ботвиника. Ова победа га је претворила у хероја у Совјетском Савезу и био представљен Никити Хрушчову, председнику Совјетског Савеза.
С обзиром на рано шаховско сазревање и велике успехе у каријери, претпостављало се да ће једнога дана Решевски постати светски шампион у шаху. Међутим, никада то није остварио. Временом, његова игра је бледела, али ипак је показивао искрице бриљантности. 1981. године (у својој 69-ој) је био финалиста међу Американцима у покушају да се квалификује за мечеве шампионата света. А у 1984. години (у својој 72-ој), дели прво место на међународном турниру у Рејкјавику, што је био његов последњи значајан успех у шаховској каријери.

## Залазак шаховске каријере
Од момента када је Фишер почео са својим узлетом, Решевски је био заборављен од америчке публике, која није имала места за више од једног шаховског јунака у исто време. Играо је са променљивим успехом на већим међународним турнирима што га је усмерило ка својој професији: радио је као инвестициони аналитичар и продавац осигурања.
Живео је у Спринг Валију у Њујорку, са женом Нормом Миндајк, сином Јоелом, и две ћерке, Силвијом и Малки. Умро је 4. априла 1992. од срчаног напада у болници „Добар Самарићанин“ у Њујорку, у 80-ој години.

## Радио меч САД - Југославија, 1950.
После два дана жестоких шаховских борби, 17. фебруара 1950. године завршен је двокружни меч на десет табли најбољих шахиста САД и Југославије. САД је предводио Семјуел Решевски, док је Југославију предводио Светозар Глигорић. Свако је био у својој кући, Американци у Њујорку, а Југословени у Београду. Потези су преношени радио-таласима. Овај меч, који је истовремено преношен и на Радио Београду, био је не само спортски, већ и политички догађај првог реда. Победила је репрезентација Југославије са 11 ½ према 8 ½ поена. Прослављајући овај успех, мајстори Јосип Видмар, Пуц и Бора Тот одмах су гостовали у дому армије у Новом Саду и одиграли више симултанки с априпадницима Армије. Иначе, ток меча је приказиван на демонстрационим таблама у новосадском Дому културе. Интересовање за места у сали је било толико велико, да су улазнице унапред набављане преко колективних требовања синдикалних и других организација.

## Занимљивости
На турниру у Цириху 1954. године Решевски је хтео да ремизира са Котовом па га је упитао:

"Да ли ову партију играте на победу?"
"Њет“ одговара Котов.
"Ох, одлично, обрадова се Решевски... онда можемо да ремизирамо!"
"Њет!" опет ће Котов.
"Па ваљда нећете да изгубите?!" зачуди се Решевски!
"Њет, само желим да ову партију играм!"